# Дежно при Подлехнику
Дежно при Подлехнику (словен. Dežno pri Podlehniku) је насељено место у општини Подлехник, Подравска регија, Словенија.

## Историја
До територијалне реорганизације у Словенији био је у саставу старе општине Птуј.

## Становништво
У попису становништва из 2011. године, Дежно при Подлехнику је имао 101 становника.
| Број становника према пописима | Број становника према пописима | Број становника према пописима |
| ------------------------------ | ------------------------------ | ------------------------------ |
| 1991                           | 2002                           | 2011                           |
| 89                             | 88                             | 101                            |

Напомена: До 1953. исказивано под именом Дежно.